# Rio Negrinho
Rio Negrinho – miasto i gmina w Brazylii, w stanie Santa Catarina. Znajduje się w mezoregionie Norte Catarinense i mikroregionie São Bento do Sul.